# Sarto Verlag
Die Sarto Verlagsbuchhandlung ist eine Verlagsbuchhandlung in der Rechtsform einer GmbH mit Sitz in Bobingen. Sie fungiert als Verlag und Buchhandlung des deutschen Distrikts der Priesterbruderschaft St. Pius X.

## Profil
Ziel ist es nach eigenen Angaben, „durch katholische Literatur Menschen für die Wahrheit zu erleuchten“. Der Verlag möchte nach eigenen Angaben die „allgemeine religiöse Unwissenheit“ beheben und gegen die von der katholischen Kirche unter Papst Pius X. verurteilte „Irrlehre des Modernismus“ kämpfen. Papst Pius X., dessen bürgerlicher Name Giuseppe Sarto war, ist Namensgeber des Verlags.
Der Verlag veröffentlicht unter anderem die Schriften des Gründers der Piusbruderschaft, Erzbischof Marcel Lefebvre, in deutscher Sprache. Neben der Veröffentlichung neuer Bücher aus dem Umfeld des katholischen Traditionalismus bemüht sich Sarto um Neuauflagen älterer katholischer Standardwerke. Seit 2008 ist die Gesellschaft auch als Versandbuchhandlung tätig. Ausgeliefert werden allerdings nur Bücher, die nach Ansicht der Verlagsbetreiber nicht „gemäß den 10 Geboten als unmoralisch eingestuft werden müssen“.
Das der Bruderschaft nahestehende Civitas Institut aus Neunkirchen-Seelscheid vertrieb vor seiner Auflösung seine Zeitschrift Civitas. Zeitschrift für das christliche Gemeinwesen über den Sarto Verlag.

## Autoren (Auswahl)
Der Sarto Verlag hat Bücher und Schriften u. a. von Romano Amerio, Heinz-Lothar Barth, Johannes Dörmann, Matthias Gaudron, Marcel Lefebvre, Roberto de Mattei, Georg May, Wolfgang Schüler, Franz Schmidberger, Wolfgang Waldstein, Erik M. Mörstad und Gabriele Marx veröffentlicht. 
Weitere Autoren im Bereich Theologie sind beispielsweise Leo J. Elders, Reginald Garrigou-Lagrange, Johannes Hirschberger, Bernard Kälin, Marianne Schlosser und Johannes Stöhr.
Im Bereich Philosophie veröffentlicht der Verlag Autoren wie Ludwig Schütz, Reinhard Löw, Otfried Höffe, Christian Gnilka, Walter Hoeres, Sylvain Gouguenheim, Walter Schweidler, Roland Baader und Rafael Hüntelmann.
Werke von Joseph Franz Allioli, Antonio Bacci, Josef Kleutgen, Dom Jean de Monléon OSB (1890–1981), Alfredo Ottaviani, Alphons Maria Rathgeber, Fulton Sheen und Alfons Maria Stickler wurden neu aufgelegt.